# Ring der Delphin
Ring of the Dolphin o Ring der Delphin es un álbum de Música New Age del grupo alemán Cusco, lanzado en 1989. 

## Pistas
1. Ring of the Dolphin
2. Methos
3. Spell
4. Waters Of Cesme
5. Djebel At Tarik
6. Bur Said
7. Children's Crusade
8. Ring Of The Dolphin (Reprise)

- Datos: Q6108979